# Athroolopha pallida
Athroolopha pallida là một loài bướm đêm trong họ Geometridae.